# Radek Vondra
Radek Vondra (* 23. června 1972) je český manažer a podnikatel, v letech 2018 až 2022 zastupitel hlavního města Prahy, od roku 2010 do června 2021 starosta městské části Prahy 14, člen TOP 09. Od roku 2010 je zastupitelem též městské části. Specializuje se na oblasti územního rozvoje a informatiky.

## Život
Ve volném čase se věnuje dobrovolnictví, pořádá dětské tábory, založil informační web Praha14jinak.cz, je předseda redakční rady časopisu Čtrnáctka.

## Přehled činnosti
Studium a práce:
- 1990–94: studium na elektrotechnické fakultě ČVUT, nedokončeno
- 1994–2004: R - net s.r.o. – jednatel a společník
- 1996–2002: R - Group s.r.o. (později Digital Resources s.r.o.) – jednatel a společník
- 1997–2007: ředitel a od roku 2001 předseda představenstva Digital Resources a.s.
- 2007–9: ředitel (CIO a od prosince 2007 COO) MobilKom a.s. (mobilní operátor U:fon)
- 2007–10: absolvování bakalářského studia, Evangelická teologická fakulta Univerzity Karlovy, titul Bc.
- 2010 – zastupitel městské části Praha 14, Výbor pro výchovu a vzdělávání a místní Agendu 21
- listopad 2010 – starosta městské části Praha 14, v roce 2014 byl zvolen na druhé funkční období[5] a v roce 2018 na třetí.
- 2012–15 – člen a od roku 2013 předseda dozorčí rady, Pražské služby, a.s.
- 2016: absolvování magisterského studia, Evangelická teologická fakulta Univerzity Karlovy, titul Mgr.

Na Praze 14 začal projekty zapojování veřejnosti prostřednictvím Místní Agendy 21, Lokálních fór, Participačního rozpočtu a podpory Komunitních koordinátorů. Jedním z výstupů bylo komunitní centrum Plechárna pro děti a mladé lidi. Podpořil stavbu unikátní rozhledny Doubravka na Černém Mostě podle architekta Martina Rajniše. Byl členem pracovní skupiny „Územního rozvoje, struktury města a veřejné správy“ a tvorbě nového Strategického plánu HMP. V oblasti celorepublikové pak spolupracoval na projektu ministerstva práce a sociálních věcí ČR „Inovace systému kvality sociálních služeb“ a přípravě nové vyhlášky Zákona o sociálních službách.[zdroj?] V rámci sboru ČCE (Českobratrská církev evangelická) působí v kapele, je organizátorem Nedělní školy a pořádá víkendové akce pro děti.[zdroj?]
V komunálních volbách v roce 2018 byl zvolen zastupitelem hlavního města Prahy, když kandidoval jako člen TOP 09 na 7. místě kandidátky subjektu "TOP 09 a Starostové (STAN) ve spolupráci s KDU-ČSL, LES a Demokraty Jana Kasla -"Spojené síly pro Prahu"". Obhájil také post zastupitele městské části Praha 14, kde byl z pozice člena TOP 09 lídrem kandidátky uskupení "SPOJENÉ SÍLY PRO PRAHU 14: TOP 09, STAN a KDU-ČSL".
Pražský hoteliér Petr Bauer v březnu 2020 jeho stranickému kolegovi Jiřímu Koubkovi nabídnul úplatek ve výši 1 mil. Kč, pokud bude hlasovat pro odvolání Rady Zdeňka Hřiba, která chystala omezení restauračních předzahrádek v centru Prahy, což by postihlo hoteliérovo podnikání. Bauer uvedl, že tento postup mu poradil poradce Jiřího Pospíšila Jiří Fremr, který byl prý schopen zajistit hlasy celého zastupitelského klubu, až na Koubka a Vondru. Koubek celou věc nahlásil na Policii a informoval také Vondru. Bauer následně Vondru ve stejně věci kontaktoval. Během první schůzky Bauer obecně vyjádřil nespokojenost s Radou a jejími plány na omezení předzahrádek. Během druhé schůzky, kterou již monitorovali kriminalisté, Bauer na jejím závěru Vondrovi předal obálku s 200 tis. Kč. Tuto Vondra přijal a neotevřenou ji obratem předal kriminalistům.
V komunálních volbách v roce 2022 do Zastupitelstva hlavního města Prahy již nekandidoval. Jako člen TOP 09 ale obhájil mandát zastupitele městské části Praha 14, a to z pozice lídra kandidátky „Sousedé pro Prahu 14".